# Przedpołudniowa Republika Donkey Konga
Informacje o kraju
Przedpołudniowa Republika Donkey Konga jest małą miejscowością która nie podlega rządowi swojego kraju rządzi się swoimi prawami a nawet ma swoją flagę i język
Zdjęcia flagi nie udało się opublikować ale oto przykładowe zwroty przedpołudniowo--mandaryńskiego
Cześć - Ubuda 
Przepraszam - curcur
Nazywam się... - Alfare a...
Założycielem tej miejscowości jest Ammmeno słynny Polski youtuber oto link do jego treści
https://m.youtube.com/@Ammmeno
Problemy z danymi
Obecnie stowarzyszenie obejmuje 45 osób choć mogło się to zmienić od publikacji tego artykułu film potwierdzający że stowarzyszenie istnieje nie powstał ale powinien być dostępny w najbliższym czasie od publikacji. Artykuł nie będzie aktualizowany bez odpowiedniej ilości danych więc może nie odzwiciedlać prawdziwych informacji prosimy o powiększenie społeczności jest to ważne dla rozwijania społeczności 
Flaga i szczegóły
raczej uczestnicy nie mówią po przedpołudniowo-mandaryńskim raczej mówią po Polsku obecnie flaga wygląda jak Flaga Filipin 🇵🇭 lecz sama flaga ma kwadratowe białe pole ze słońcem i ma odwrotne kolory niebieski na dole a czerwony na górze
Uwaga kraj - miejscowość nie istnieje na prawdę